# A Quiet Little Wedding
A Quiet Little Wedding er en amerikansk stumfilm fra 1913.

## Medvirkende
- Roscoe 'Fatty' Arbuckle
- Charles Avery
- Alice Davenport
- Minta Durfee
- Billy Gilbert